# Klippgrimmia
Klippgrimmia (Grimmia trichophylla) är en bladmossart som beskrevs av Greville 1824. Klippgrimmia ingår i släktet grimmior, och familjen Grimmiaceae. Arten är reproducerande i Sverige. Inga underarter finns listade i Catalogue of Life.

## Bildgalleri

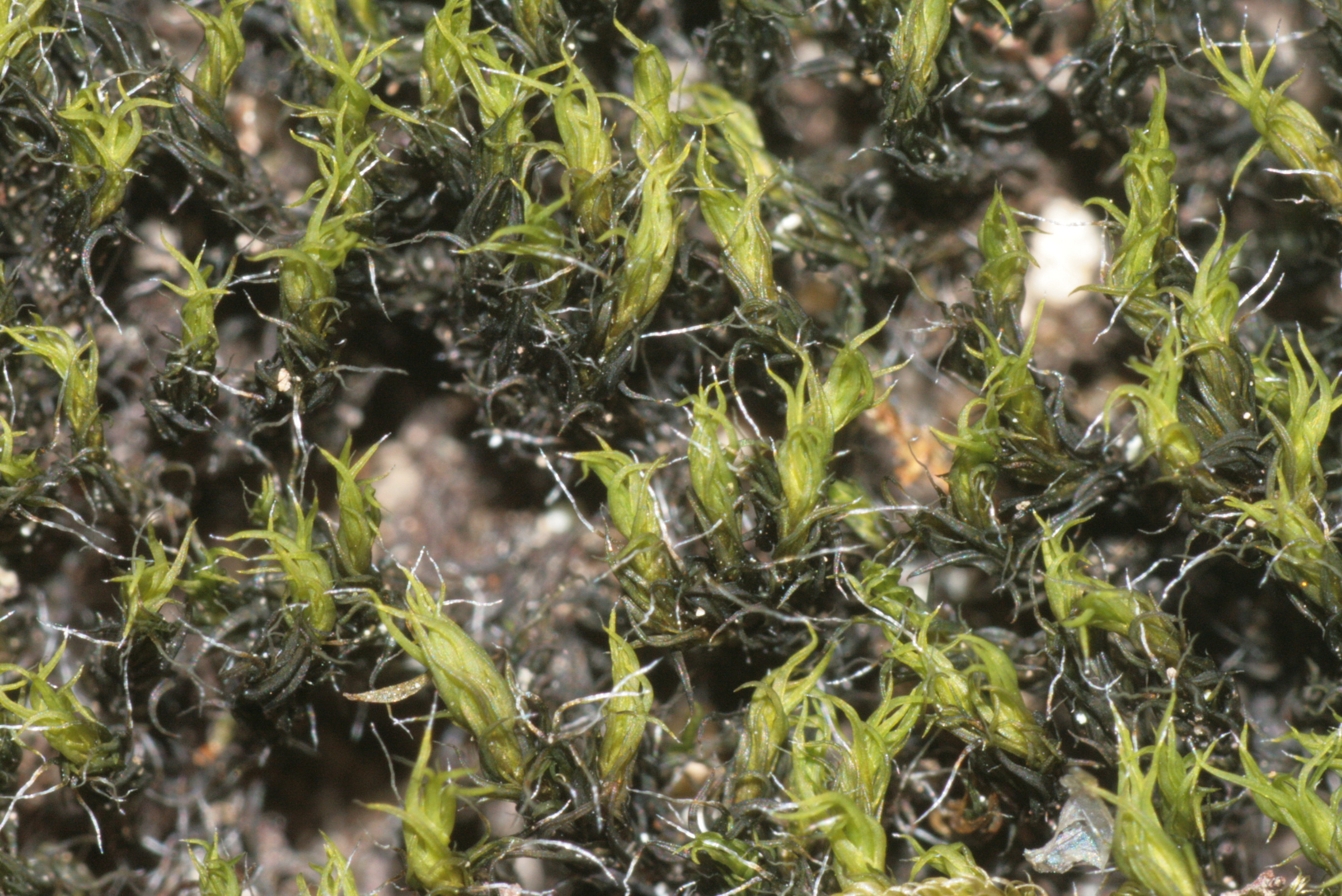
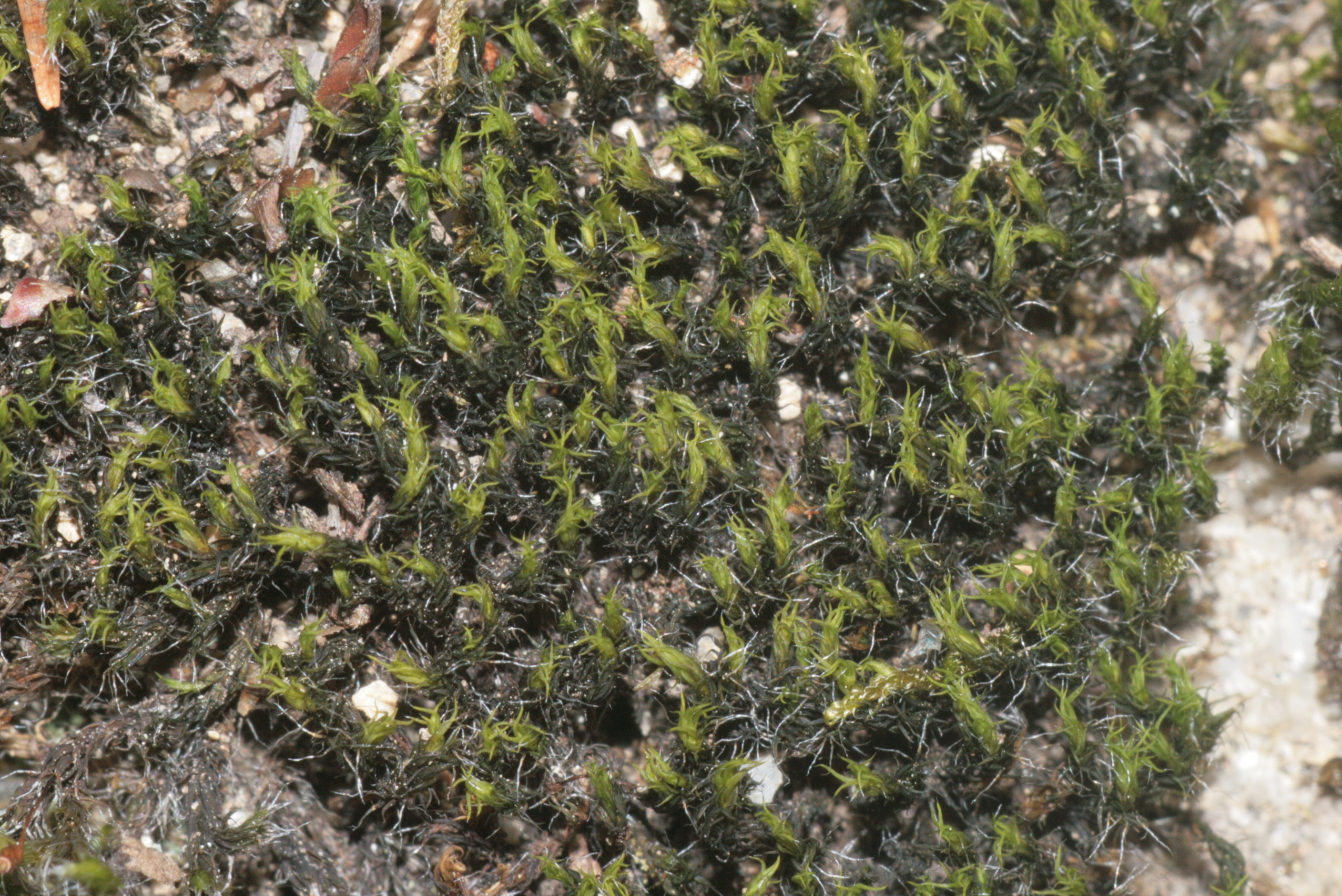
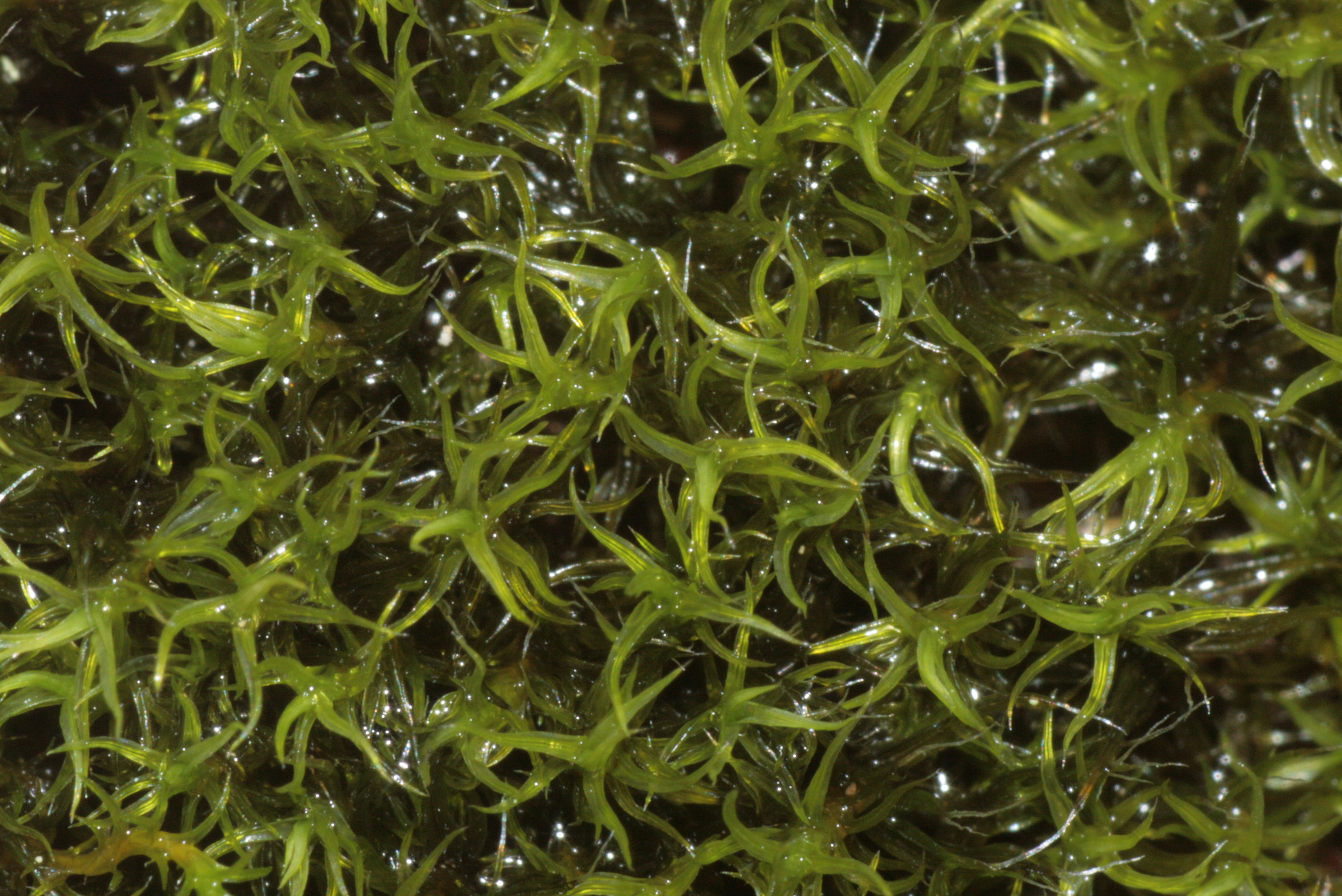
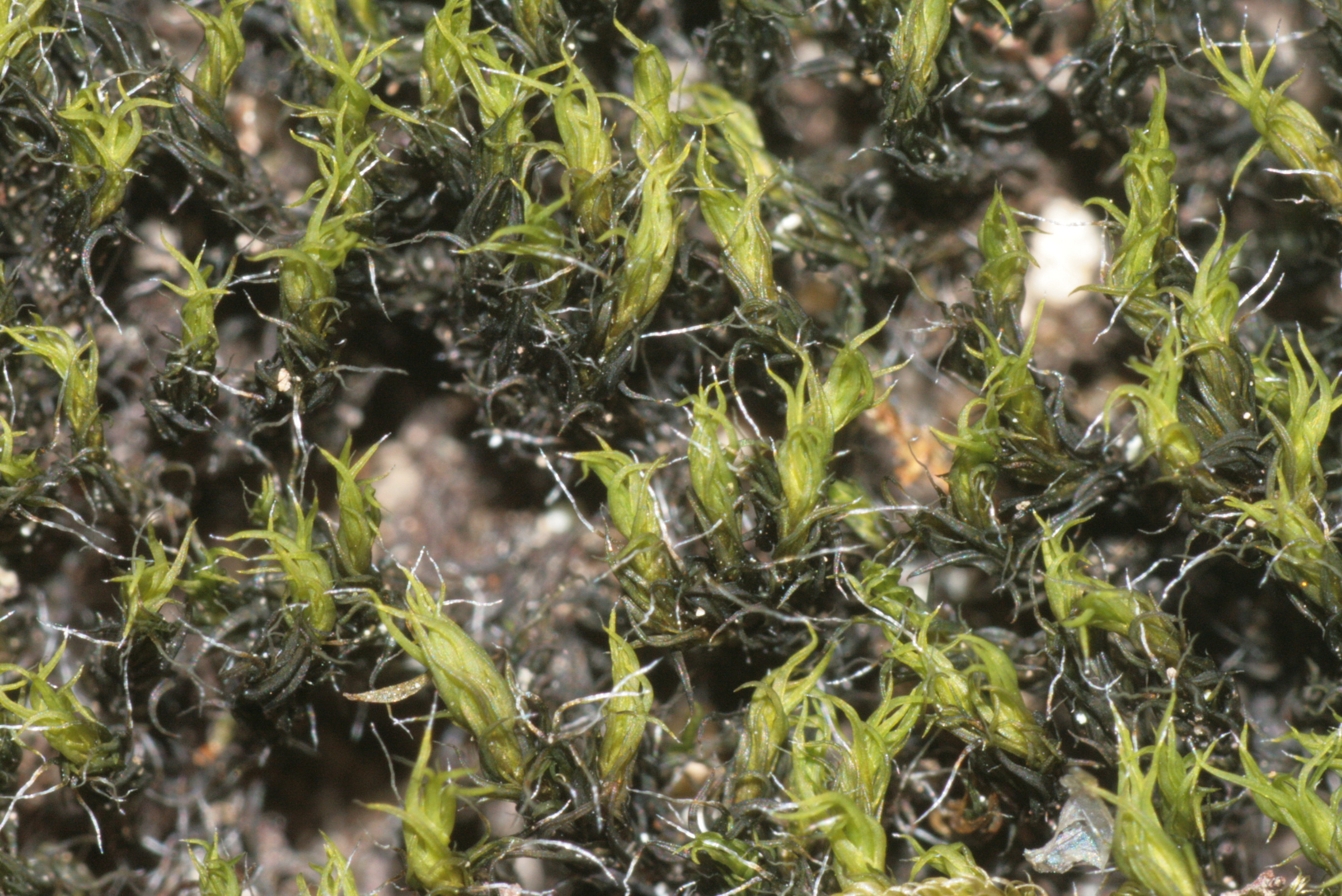
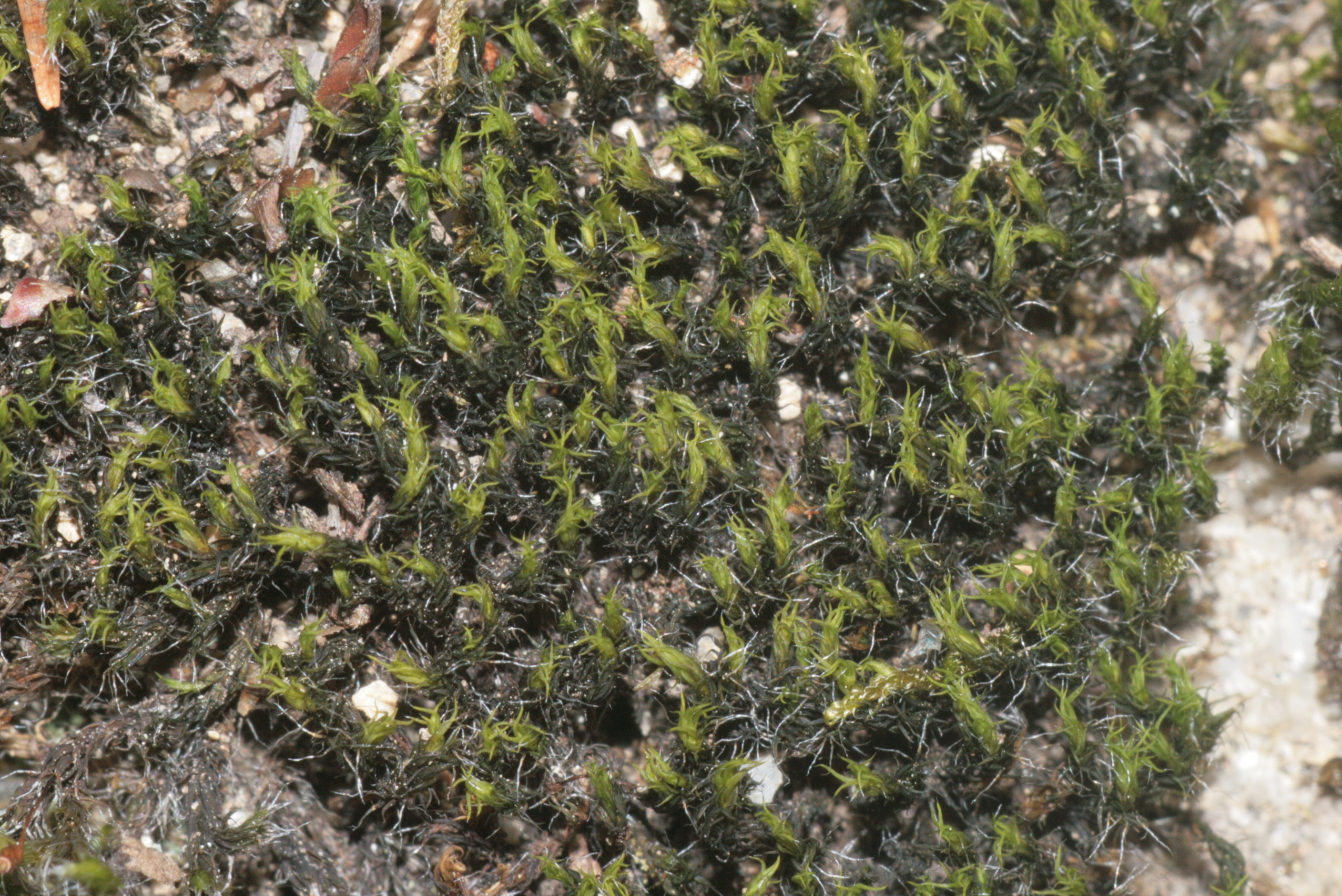